# Всеобщая забастовка в Филадельфии (1835)
В июне 1835 года в Филадельфии, штат Пенсильвания, состоялась всеобщая забастовка. Это была первая всеобщая забастовка в Северной Америке, в которой приняли участие около 20 000 рабочих, выступавших за десятичасовой рабочий день и повышение заработной платы. Забастовка закончилась соглашением на условиях бастующих.

## Предпосылки
Первоначально работодатели нанимали работников и платили им так же, как в сельском хозяйстве, то есть от восхода до заката солнца, что означало сравнительно короткий рабочий день в зимние месяцы, но длинный, до пятнадцати часов в конце весны и начале лета. В некоторых профессиях средняя длительность рабочего дня была сравнительно небольшой, но в строительном секторе, в которой трудились преимущественно летом, продолжительность рабочего дня была невыносимой. В результате возникла идея, что продолжительность рабочего дня должна быть установлена по времени, а не по восходу и заходу солнца, и началась агитация за десятичасовой рабочий день.

## Бостонский циркуляр
В 1820-х и 1830-х годах был проведён ряд забастовок, направленных на сокращение рабочего дня. В июне 1827 года около 600 филадельфийских подмастерьев—плотников, то есть наёмных рабочих, нанятых мастерами—плотниками, объявили забастовку, требуя введения десятичасового рабочего дня по всему городу. Плотники в Бостоне, штат Массачусетс, также бастовали в 1825 и 1832 годах, требуя десятичасового рабочего дня. Однако деятельность рабочих не привела к сокращению рабочего дня.
В 1835 году бостонские плотники снова объявили забастовку, вскоре к ним присоединились каменщики и камнерезы. Бастующие выбрали Сета Лютера и двух других рабочих в качестве лидеров и выпустили циркуляр, в котором изложили свои требования. В частности, в нём говорилось: «Мы слишком долго жили в условиях одиозной, жестокой, несправедливой и тиранической системы, которая заставляет мастерового-исполнителя истощать свои физические и умственные силы. У нас есть права и обязанности к соблюдению как американские граждане и члены общества, которые запрещают нам выделять на работу более десяти часов в день».
Во время забастовки бостонские рабочие организовали выездной комитет и обратились за поддержкой к рабочим в других городах. Бостонский циркуляр был хорошо принят рабочими по всей стране. Хотя бостонская забастовка в конечном счете потерпела поражение, циркуляр сыграл ключевую роль в мотивации рабочих Филадельфии организовать в том году собственную забастовку за установление десятичасового дня. Президент общества плотников Филадельфии Уильям Томпсон сказал Сету Лютеру, что «плотники сочли, что Бостонский циркуляр разбил их оковы, ослабил цепи и освободил их от изнурительного бремени непосильного труда».

## Всеобщая забастовка

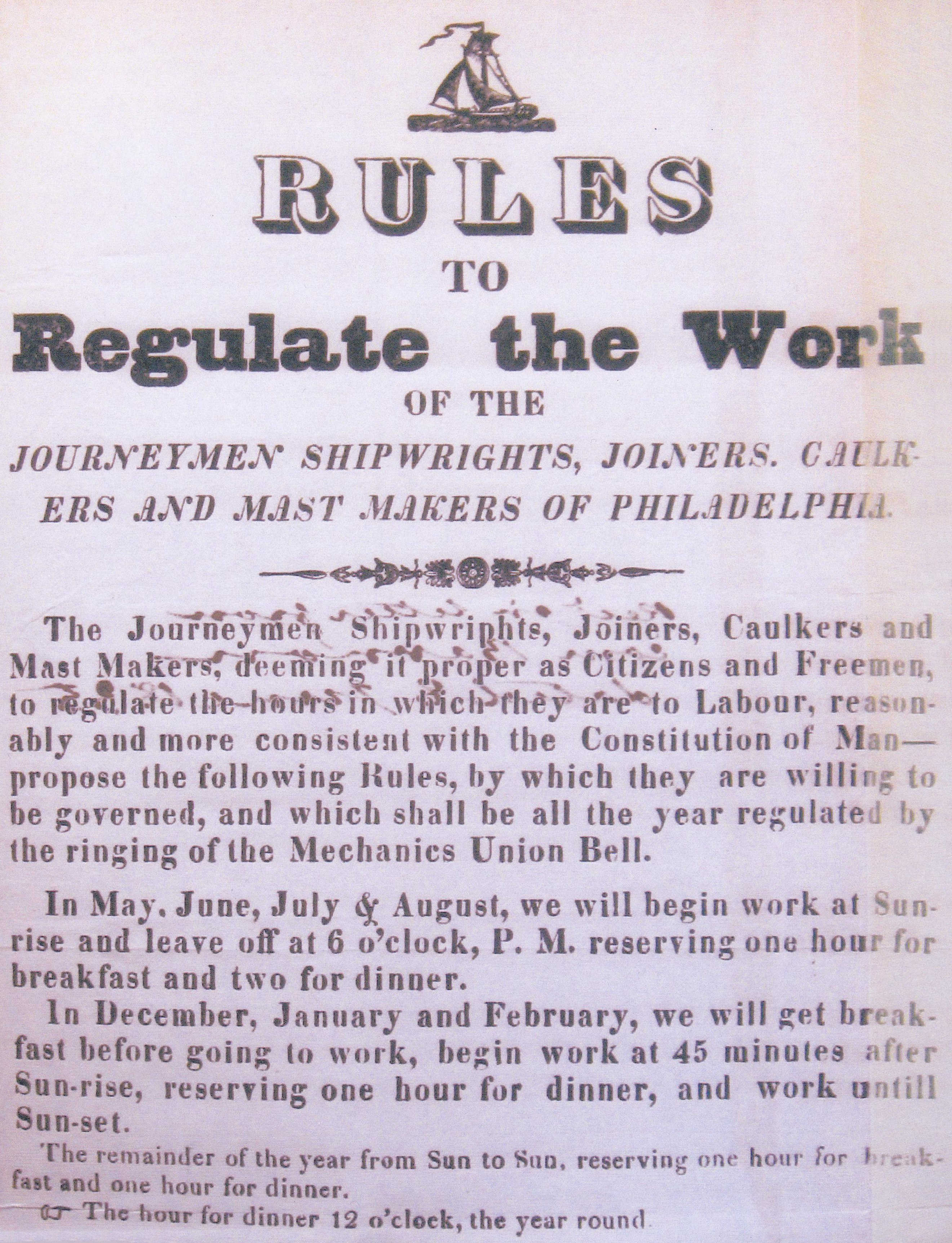
Требования рабочих верфи десятичасового рабочего дня.

Под влиянием событий в Бостоне неквалифицированные ирландские рабочие на угольных верфях на реке Скулкилл в том же году объявили десятичасовую забастовку. Триста рабочих прошли маршем по угольным верфям. Их возглавлял рабочий с мечом, который угрожал смертью любому, кто пересечет линию пикетирования и начнёт выгружать уголь с 75 судов, ожидавших разгрузки. К грузчикам угля вскоре присоединились работники многих других профессий, в том числе кожевники, печатники, плотники, каменщики, маляры, пекари и городские служащие. 6 июня во дворе Дома штата состоялся массовый митинг рабочих, юристов, врачей и нескольких бизнесменов. Участники митинга единогласно приняли ряд резолюций, полностью поддерживающих требования рабочих о повышении заработной платы и сокращении рабочего дня, а также о повышении заработной платы работающим женщинам и бойкоте любого торговца углем, который заставляет своих работников работать более десяти часов.
Забастовка быстро завершилась после того, как к ней присоединились работники городских общественных служб. Правительство Филадельфии объявило, что «продолжительность рабочего дня работников, нанятых городом, в летний сезон составит от «шести до шести», с учетом одного часа на завтрак и одного на ужин». 22 июня, через три недели после начала забастовки грузчиков угля, в городе была введена десятичасовая рабочая неделя и повышена заработная плата. 8 июля комендант военно-морской верфи города Джеймс Баррон написал Совету военно-морских комиссаров: «Мастеровые в этом городе всех мастей недавно устроили, как это называется, забастовку, требуя регламентации рабочего времени, и в целом... нет никакой вероятности, что они отступят от своих требований», после чего 26 августа коммодор Джон Роджерс, член Совета, подписал циркулярный приказ, который был разослан по всем военно-морским верфям и устанавливал новый десятичасовой рабочий день.

## Последствия
Новость об успехе забастовщиков распространилась по другим городам и получила широкое освещение. 29 августа 1836 года комитет механиков военно-морской верфи Филадельфии обратился к президенту Эндрю Джексону с письмом, в котором просил ввести десятичасовой день в других отраслях. Рабочая пресса разнесла эту новость далеко на юг, вплоть до Каролин, и за этим последовала волна успешных забастовок  в таких городах, как Нью-Брансуик и Патерсон, штат Нью-Джерси, Батейвия и Сенека-Фолс, штат Нью-Йорк, Хартфорд, штат Коннектикут, и Сейлем, штат Массачусетс. К концу 1835 года десятичасовой рабочий день стал стандартным для большинства городских рабочих, за исключением рабочих в Бостоне. Впоследствии требование десятичасового рабочего дня стало неотъемлемой частью рабочего движения в Европе.